# 新疆第二医学院
新疆第二医学院是中华人民共和国的一所全日制本科公办普通高等学校，位于新疆维吾尔自治区克拉玛依市克拉玛依区。
2003年，新疆医科大学厚博学院（独立学院）在乌鲁木齐市成立。2015年9月，学校搬迁至克拉玛依市。2021年1月25日，转设为新疆第二医学院。